# 安島徳次郎
安島 徳次郎（あじま とくじろう、慶應元年（1865年） - 没年不詳）は明治時代の政治家。家系は安島氏。茨城県久慈郡世矢村長。

## 人物
久慈郡世矢村大字世矢の生まれ。明治14年（1881年）世谷村助役となり、同18年（1885年）村長に選ばれる。日清戦争では出征軍人慰安家族後援会を興しその活動に奔走し、明治44年（1911年）、学務委員。大正2年（1913年）世矢村議会議員となる。性格は温厚円満にして永年公共のために尽くし、功を誇らず、地方人の尊敬を集めるという。